# Sofoklís Skhortsanitis
Sofoklís Skhortsanitis (Grec: Σοφοκλής Σχορτσανίτης; Tiko, Camerun, 22 de juny de 1985) és un exjugador de bàsquet professional amb doble nacionalitat camerunesa i grega. Jugador amb bona alçada i sobretot pes, que el feren un pivot dominant. L'últim club en que va jugar va ser el Ionikos Nikaias de la lliga grega, l'any 2020.
Sa mare, Georgette, és camerunesa i son pare adoptiu, Konstandinos, de Grècia.
Skhortsanitis va guanyar el títol d'Euroliga el 2014 amb el Maccabi de Tel Aviv. A més, va arribar a la final de l'Eurolliga el 2010 i el 2011 amb l'Olympiakos i el Maccabi, respectivament. Fou seleccionat en el primer equip All-Euroleague de la temporada 2010-11. Com a membre de l'equip nacional grec ha guanyat la medalla de plata en el Campionat del Món de 2006 i una medalla de bronze en l'Eurobasket 2009. Els seus sobrenoms són «Big Sofo» i «Baby Shaq».

## Primers anys
Nascut en la ciutat portuària de Tiko, Camerun, Sofoklís es traslladà al país de son pare adoptiu, Grècia, quan sa mare era encara molt jove. Té un germà menut anomenat Aléxandros. Va donar els seus primers pasos al món del bàsquet a la ciutat on vivia, Kavala. Els seus pares li van aconsellar jugar al bàsquet, encara que a Sofoklís al principi no li va agradar l'esport. Amb el temps, però, li va anar agradant progressivament, fins que acabà jugant-hi cada dia. Finalment, un entrenador va descobrir el seu talent i el va espentar dins de l'esport.

## Carrera amb clubs professionals
Skhortsanitis començà a jugar al bàsquet a nivell professional amb l'Iraklis de la lliga grega en la temporada 2000-01, quan encara era un adolescent. En la temporada 2002-03, a l'edat de 17 anys, tingué una mitjana de 11.5 punts i 6.2 rebots per partit en la lliga grega. A continuació fitxà pel Cantú de la Lliga italiana en la temporada 2003-04, però la seua estada allà resultà un fracàs a causa de la manca de maduresa i experiència. L'any següent, en la temporada 2004-05, tornà a Grècia per a jugar amb l'Aris de Salònica.

### Olympiacos
La temporada 2005-06 Skhortsanitis fou traspassat a l'Olympiacos. Allà esdevingué un membre fonamental de l'equip que va assolir els quarts de final de l'Eurolliga. Les seues actuacions van impressionar Panagiotis Giannakis, qui el va seleccionar per a l'equip de bàsquet nacional grec al final de la temporada.
Durant els següents dos anys, Skhortsanitis no aconseguí tindre consistència, i tornaren a aparéixer els seus problemes crònics de pes, amb els quals hagué de bregar durant la major part de la temporada 2007-08. Va tornar en forma per a la temporada 2008-09, i ajudà Olympiacos a assolir la final a quatre de l'Eurolliga. En la temporada 2009-10 millorà la seua consistència, realitzant grans actuacions en el trajecte de l'Olympiacos cap a la final de l'Eurolliga, la qual van perdre davant el Barcelona de Juan Carlos Navarro i Ricky Rubio per una puntuació de 86-68.

### Maccabi de Tel Aviv
El 5 d'agost de 2010 Skhortsanitis va signar un contracte de dos anys amb el llavors cinc vegades campió de l'Eurolliga Maccabi de Tel Aviv, de la lliga israeliana. La seua presència, juntament amb Jeremy Pargo, Chuck Eidson i Doron Perkins, va ajudar l'equip a assolir la final de l'Euroliga del 2011, on finalment perderen front al Panathinaikos de Dimitris Diamantidis per una puntuació de 78-70. Schortsanitis realitzà una mitjana de 12 punts, 4.1 rebots i 1 asssitències per partit al llarg de la temporada de l'Eurolliga 2010-11, per la qual cosa fou seleccionat membre del primer equip All-EuroLeague.
Skhortsanitis va lluitar contra una lesió de genoll crònica en la temporada 2011-12. Això va afectar el seu rendiment durant la temporada i li va impedir participar amb l'equip nacional grec a l'estiu. No obstant això, va ajudar Maccabi a assolir els quarts de final de l'Euroliga, on van caure davant el Panathinaikos en perdre la sèrie per 3-2.

### Panathinaikos
El 4 de juliol de 2012 Skhortsanitis va signar un contracte de tres anys amb el club grec Panathinaikos, amb un salari d'1,5 milions d'euros nets. Va rebutjar ofertes més lucratives del Baskonia i el Galatasaray, entre d'altres, per a tornar a Grècia i complir el seu desig de jugar amb el Panathinaikos. Al juliol de 2013 el Panathinaikos va anunciar que Skhortsanitis no continuaria jugant amb el club.

### Segona etapa amb el Maccabi
El 10 de juliol de 2013, Skhortsanitis tornà al Maccabi després d'una temporada en Panathinaikos. Signà un contracte de tres anys amb l'aleshores campió de la lliga israeliana. En la temporada del seu retorn, Skhortsanitis va guanyar el campionat de l'Eurolliga, el primer de la seua carrera. Jugà 29 partits d'Eurolliga aquesta temporada, amb una mitjana de 9,6 punts i 2,6 rebots en 14,2 minuts per partit.

### Estrella Roja de Belgrad
El 2 d'agost de 2015 Skhortsanitis signà un contracte d'un any amb l'Estrella Roja de Belgrad. El 28 d'octubre de 2015 acabà la seua vinculació amb l'equip serbi. En els 6 partits que va jugar amb el club en la temporada 2015-16 a la Lliga ABA, realitzà una mitjana de 4.8 punts i 2.5 rebots per partit.

### PAOK
El 2 de novembre de 2015 Skhortsanitis fitxà pel PAOK de Grècia per a la resta de la temporada. Amb el PAOK, ralitzà una mitjana de 13.4 punts, 4.4 rebots i 1.8 assistències per partit en la competició de l'EuroCup.

### Apollon Patras
Skhortsanitis va unir-se al club grec Apollon Patras al desembre de 2016. No obstant, el 28 de desembre va patir una lesió important al tendó d'Aquil·les durant un entrenament. Degut a la lesió es va perdre la resta de la temporada 2016-17.

### Aries Trikala
El 18 d'octubre de 2017 Skhortsanitis tornà a l'acció i fitxà per l'Aries Trikala de la lliga grega. El 6 de gener de 2018 feu el seu debut en una derrota per 76-86 contra els Rethymno Cretan Kings, en la qual registrà 6 punts i un rebot eixint des de la banqueta.

### Ionikos Nikaias
El 24 de juliol de 2019 Skhortsanitis signà amb el Ionikos Nikaias de la lliga grega per una temporada.

## Carrera amb la selecció de Grècia

Skhortsanitis jugant amb la selecció grega.

### Selecció en categoria junior
Skhortsanitis fou membre de l'equip nacional grec en categoria junior. Va disputar el Campionat d'Europa sub-16 de 2001, el Campionat d'Europa sub-18 de 2002, on va guanyar una medalla de bronze, i el Campionat del Món sub-19 de 2003, on també va guanyar la medalla de bronze. A més, al Torneig Albert Schweitzer de 2002, Skhortsanitis va guanyar la medalla d'or i fou nomenat MVP del torneig.

### Selecció en categoria sénior
Després d'alguns amistosos i partits de classificació, la seua primera aparició amb la selecció de bàsquet de grècia en categoria sénior en una competició important fou en el Campionat del Món del 2006 disputat al Japó. Va ajudar Grècia a guanyar la medalla de plata al torneig, després de derrotar la selecció dels Estats Units per una puntuació de 101-95 en les semifinals. Skhortsanitis anotà 14 punts en els 17 minuts que va participar en el partit. També va jugar amb Grècia als Jocs Olímpics 2008.
A l'Eurobasket 2009 disputat a Polònia, l'actuació de Skhortsanitis fou decisiva perquè Grècia guanyara el partit per la medalla de bronze davant Eslovènia. En el partit anotà 23 punts amb un percentatge del 78% en tirs de camp, a més d'atrapar sis rebots, posar dos taps i forçar 12 faltes. També disputà el Campionat del Món de 2010.

## Perfil com a jugador
Skhortsanitis és un pivot clàssic que juga en el pal baix en atac i protegeix la pintura en defensa. Skhortsanitis fou mesurat en el predraft de l'NBA del 2003 amb una alçada de 2.05 m descalç i de 2.08 m amb sabates. El seu pes oficial com a jugador és de 160 Kg.

## Estadístiques

### Lligues domèstiques
| Temporada | Equip         | Lliga | PJ | MPP  | TC%   | 3P%   | TL%  | RPP | APP | RPG | TPG | PPG   |
| --------- | ------------- | ----- | -- | ---- | ----- | ----- | ---- | --- | --- | --- | --- | ----- |
| 2000–01   | Iraklis       | GBL   | 2  | 4.0  | 1.000 | --    | .333 | .5  | .0  | .0  | .0  | 2.5   |
| 2001–02   | Iraklis       | GBL   | 11 | 6.7  | .750  | --    | .438 | 1.4 | .4  | .1  | .2  | 2.8   |
| 2002–03   | Iraklis       | GBL   | 26 | 21.5 | .604  | --    | .510 | 6.2 | .9  | .7  | .3  | 11.5  |
| 2003–04   | Cantú         | LBA   | 33 | 16.1 | .620  | .000  | .421 | 3.6 | .2  | .8  | .3  | 6.4   |
| 2004–05   | Aris Salònica | GBL   | 21 | 11.7 | .712  | --    | .483 | 2.9 | .4  | .4  | .4  | 5.8   |
| 2005–06   | Olympiacos    | GBL   | 26 | 16.7 | .664  | 1.000 | .661 | 3.8 | .6  | .9  | .7  | 9.3   |
| 2006–07   | Olympiacos    | GBL   | 15 | 12.2 | .568  | --    | .585 | 2.7 | .7  | .4  | .2  | 8.1   |
| 2007–08   | Olympiacos    | GBL   | 3  | 13.3 | .750  | --    | .385 | 3.3 | 1.0 | .7  | .0  | 7.7   |
| 2008–09   | Olympiacos    | GBL   | 21 | 8.5  | .593  | --    | .479 | 1.4 | .5  | .2  | .0  | 4.4   |
| 2009–10   | Olympiacos    | GBL   | 31 | 13.9 | .686  | --    | .523 | 3.4 | .7  | .7  | .5  | 9.0   |
| 2010–11   | Maccabi       | IPL   | 30 | 17.8 | .707  | --    | .559 | 4.9 | .9  | .6  | .7  | 11.8  |
| 2011–12   | Maccabi       | ABA   | 24 | 16.5 | .604  | --    | .629 | 4.2 | 1.1 | .5  | .5  | 9.8   |
| 2011–12   | Maccabi       | IPL   | 10 | 18.3 | .608  | .630  | .796 | 4.3 | 1.0 | .4  | .7  | 9.1   |
| 2012–13   | Panathinaikos | GBL   | 29 | 12.1 | .653  | --    | .571 | 2.3 | .8  | .3  | .1  | 8.1   |
| 2013–14   | Maccabi       | IPL   | 23 | 14.4 | .701  | --    | .574 | 3.2 | 1.5 | .8  | .3  | 8.9   |
| 2014–15   | Maccabi       | IPL   | 23 | 12.8 | .620  | .000  | .563 | 2.6 | .9  | .4  | .3  | 7.8   |
| 2015–16   | PAOK          | GBL   | 13 | 22.5 | .537  | .000  | .670 | 3.7 | 2.7 | .5  | .3  | 11.23 |

### Eurolliga
| Any      | Equip         | PJ  | 5i  | Min  | %2P  | %3P  | %TL  | Reb | Ass | Rec | Tap | Punts | Val  |
| -------- | ------------- | --- | --- | ---- | ---- | ---- | ---- | --- | --- | --- | --- | ----- | ---- |
| 2005–06  | Olympiacos    | 22  | 1   | 19.1 | .618 | .000 | .632 | 4.9 | .5  | 1.2 | .6  | 10.7  | 12.0 |
| 2006–07  | Olympiacos    | 17  | 1   | 11.0 | .655 | .000 | .507 | 1.8 | .7  | .4  | .4  | 6.6   | 5.4  |
| 2008–09  | Olympiacos    | 13  | 1   | 8.3  | .568 | .000 | .625 | 1.8 | .3  | .2  | .1  | 4.4   | 2.8  |
| 2009–10  | Olympiacos    | 19  | 18  | 13.3 | .614 | .000 | .486 | 2.5 | .6  | .5  | .2  | 7.2   | 6.6  |
| 2010–11  | Maccabi       | 22  | 20  | 19.2 | .585 | .000 | .625 | 4.1 | 1.0 | .8  | .6  | 12.0  | 13.0 |
| 2011–12  | Maccabi       | 21  | 14  | 16.0 | .595 | .000 | .625 | 3.0 | 1.0 | .6  | .4  | 8.7   | 8.6  |
| 2012–13  | Panathinaikos | 26  | 9   | 12.1 | .576 | .000 | .604 | 2.3 | .9  | .3  | .1  | 7.8   | 6.4  |
| 2013–14† | Maccabi       | 29  | 20  | 14.2 | .613 | .000 | .577 | 2.6 | 1.1 | .8  | .3  | 9.6   | 8.3  |
| 2014–15  | Maccabi       | 26  | 20  | 14.7 | .528 | .000 | .549 | 2.3 | 1.0 | .3  | .4  | 6.7   | 5.9  |
| 2015–16  | Estrella Roja | 2   | 1   | 15.2 | .500 | .000 | .500 | .5  | .0  | .0  | .5  | 4.5   | -1.5 |
| Career   | Career        | 197 | 105 | 14.5 | .593 | .000 | .583 | 2.9 | .8  | .6  | .4  | 8.4   | 7.9  |

| † | Temporades en què l'equip de Schortsanitis va guanyar l'Eurolliga |

## Palmarés

### Clubs
- 5× All-Star de la lliga grega: (2005, 2006, 2007, 2010, 2013)
- 2× MVP de l'All-Star de la lliga grega: (2006, 2010)
- Millor quintet de la lliga grega: (2006)
- 2× Campió de la copa de Grècia: (2010, 2013)
- 4× Campió de la copa d'Israel: (2011, 2012, 2014, 2015)
- Campió de l'Eurolliga: (2014)
- Primer equip All-Euroleague de l'Eurolliga: (2011)
- 3× Campió de la lliga israeliana: (2011, 2012, 2014)
- Campió de la lliga adriàtica: (2012)
- Campió de la lliga grega: (2013)

### Selecció junior de Grècia
- Campionat d'Europa sub-16 de 2001: membre del millor quintet
- Torneig Albert Schweitzer de 2002:  Or

- Torneig Albert Schweitzer de 2002: MVP
- Campionat d'Europa sub-18 de 2002: Bronze

- Campionat del Món sub-19 de 2003: Bronze

### Selecció sénior de Grècia
- Campionat del Món de la FIBA 2006: Plata

- Eurobasket 2009: Bronze

- Torneig Acropolis de 2010: MVP